# Free the Slaves
Free the Slaves — международная неправительственная организация и лоббистская группа, созданная для кампании против современной практики рабства во всём мире. Она была сформирована как дочерняя организация Anti-Slavery International, но с тех пор стала отдельной организацией и не имеет с Anti-Slavery никаких отношений . Организация была создана в результате исследования, проведённого Кевином Бейлсом в его книге «Одноразовые люди: новое рабство в глобальной экономике».

## Программы
Free the Slaves в настоящее время работает в Индии, Непале, Гане, Демократической Республике Конго, Гаити, Сенегале, Доминиканской Республике и Бразилии. Страны выбираются из-за распространённости в них рабства. Организация вручает «Награды свободы» в честь людей и организаций, борющихся за искоренение рабства. Среди победителей были Вееру Кохли в 2009 и Тимеа Надь в 2012 году.

## Сторонники
Free the Slaves работала с такими музыкантами, как Джейсон Мраз и обладательница премии Грэмми Эсперанса Сполдинг. В декабре 2012 года Сполдинг дала благотворительный концерт для FTS с участием Бобби Макферрина, Гретчен Парлато и Пола Саймона в качестве специального гостя. Сполдинг также собирала деньги для организации во время своего летнего тура.
Среди других сторонников на протяжении многих лет были Карла Гуджино, Винсент Картайзер, Камилла Белль, Форест Уитакер, Деми Мур и Эштон Катчер.

## Критика
В ответ на интервью Кевина Бейлса для Democracy Now! о Free The Slaves журналист-расследователь Кристиан Паренти высказал критические замечания о Бейлсе, утверждая, что он сделал ложные заявления о шоколадной промышленности. В частности, Паренти утверждает, что

Бейлс собирает средства, пихает свою книгу и продвигает себя на том основании, что он успешно реформировал шоколадную промышленность и в значительной степени прекратил использование детского труда в Западной Африке. Но ничего подобного не произошло… Организация Бейлса FTS защищала шоколадную промышленность, когда Министерство труда пыталось включить какао в список продуктов, опороченных рабским и детским трудом.
Оригинальный текст (англ.)Bales goes around fund raising, flogging his book and promoting himself on the basis that he has successfully reformed the chocolate industry and largely halted its use of child labor in West Africa. But no such thing has happened ... Bales' organization FTS defended the chocolate industry when the Department of Labor sought to list cocoa as a product tainted by slave and child labor.
— 